# Borstholte
De borstholte of thoraxholte is een lichaamsholte waarin zich de longen bevinden met daartussen het mediastinum. In het mediastinum bevinden zich onder andere het hart, de luchtpijp, de slokdarm, de aorta, een aantal grote bloedvaten, een groot aantal zenuwen, de thymus en vele lymfeklieren. De borstholte is omgeven door de ribbenkast en het middenrif of diafragma. De binnenzijde van de borstholte is bekleed met het borstvlies of de pleura parietalis, terwijl de longen omgeven zijn door het longvlies of de pleura pulmonalis. De ruimte hiertussen is de pleurale ruimte. Deze is gevuld met pleuravocht, wat het mogelijk maakt dat de membranen langs elkaar heen bewegen tijdens het ademen.
skelet ·  spierstelsel ·  spijsverteringsstelsel ·  ademhalingsstelsel ·  borstholte ·  urinewegstelsel ·  voortplantingssysteem ·  endocrien systeem ·  hart en vaatstelsel ·  lymfevatenstelsel ·  zenuwstelsel ·  zintuigen ·  huid